# Pisárky
Pisárky (niem. Schreibwald) – miejska i katastralna części Brna, o powierzchni około 466,83 ha. Leży na terenie trzech gmin katastralnych Brno-střed, Brno-Jundrov i Brno-Kohoutovice.